# Alfabetul Braille

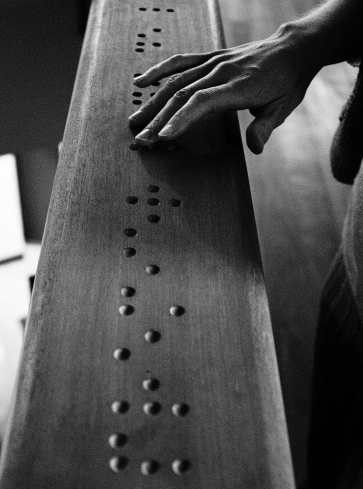
"PREMIER"

Alfabetul Braille este folosit de cei cu deficiențe de vedere. Literele sunt compuse din puncte ieșite în relief care pot fi simțite cu ajutorul degetelor. Literele de la A la Z au fiecare semne corespunzătoare în Braille.
Sistemul a fost creat de Louis Braille în 1825.Sistemul se bazează pe o matrice de șase puncte aranjate pe două coloane de câte trei puncte, beneficiind de următoarea notație astfel:
- Punctul 1 în stânga sus, rândul 1 coloana1;
- Punctul 2 în stânga mijloc, rândul doi coloana 1;
- Punctul 3 în stânga jos, rândul 3 coloana 1;
- Punctul 4 în dreapta sus, rândul 1 coloana 2;
- Punctul 5 în dreapta mijloc, rândul 2 coloana 2;
- Punctul 6 în dreapta jos, rândul 3 coloana 2.

Pentru a atinge un număr cât mai mare de caractere și simboluri reprezentate, sistemul apelează la numeroase aranjamente ale celor 63 de combinații de puncte ale grupului fundamental. Cele 63 de combinații posibile din acest tipar alcătuiesc litere, numere, semne de punctuație, cuvinte obișnuite precum și, un, o. Se pot reprezenta un număr mult mai mare de semne din diverse sisteme cum ar fi cel matematic, logic, muzical, etc. Sistemul Braille se folosește de asemenea de context pentru a conferi aceluiași aranjament de semne sau combinație de puncte semnificații multiple.
Codul Braille pentru limba engleză a fost adoptat abia în anul 1932.
Braille poate fi scris de mână - de la dreapta la stânga - cu ajutorul unui punctator pe hârtie. Când foaia este întoarsă pe dos, punctele ies în relief, iar textul poate fi citit de la stânga la dreapta; se poate realiza și cu ajutorul instrumentelor clasice, tăbliță și punctator, cu mașini de scris (analoage celor de dactilografiat) sau cu ajutorul tehnologiei de acces (imprimante Braille analoage celor standard).

## Litere și numere

A, 1
B, 2
C, 3
D, 4
E, 5
F, 6
G, 7
H, 8
I, 9
J, 0
K
L
M
N
O
P
Q
R
S
T
U
V
W
X
Y
Z

## Alte simboluri

Urmează literă mare
Urmează număr
Punct
Virgulă
Semn de întrebare
Punct şi virgulă
Semn de exclamare
Ghilimele de deschidere
Ghilimele de închidere
Paranteză
Cratimă

## Vezi
- Afișaj Braille actualizabil